# Maksim Manukjan (1987)
Maksim Manukjan (* 10. prosince 1987 Jerevan) je arménský zápasník – klasik.

## Sportovní kariéra
Zápasení se věnuje od 10 let. Specialuzije se na řecko-římský styl. Vrcholově se sportu věnuje teprve od svých 23 let. Do povědomí se dostal druhým místem na letní univerziádě v Kazani v roce 2013. V arménské reprezentaci startuje střídavě ve váze do 85 (87) kg a 82 (80) kg. V roce 2016 se kvalifikoval na olympijské hry v Riu, kde prohrál v úvodním kole s Maďarem Viktorem Lőrinczem 0:3 na technické body.

## Výsledky
| Turnaj             | 2013 | 2014 | 2015 | 2016 | 2017 | 2018 |  |
| Turnaj             | 26   | 27   | 28   | 29   | 30   | 31   |  |
| Turnaj             | -84  | -85  | -85  | -85  | -85  | -82  |  |
| ------------------ | ---- | ---- | ---- | ---- | ---- | ---- |  |
| Olympijské hry     |      |      |      | úč.  |      |      |  |
| Mistrovství světa  | úč.  | —    | úč.  |      | 1.   | 3.   |  |
| Evropské hry       |      |      | 5.   |      |      |      |  |
| Mistrovství Evropy | —    | úč.  | 5.   | úč.  | úč.  | 1.   |  |
| Univerziáda        | 2.   |      |      |      |      |      |  |